# Валдаора ди Сото (Болцано)
Валдаора ди Сото је насеље у Италији у округу Болцано, региону Трентино-Јужни Тирол.
Према процени из 2011. у насељу је живело 756 становника. Насеље се налази на надморској висини од 1014 м.